# فيجايا ميلنيك
فيجايا لاكشمي ميلنيك (19 تشري الثاني 1937)، هي أكاديمية أمريكية من أصل هندي متخصصة في العلوم البيولوجية والبيئية وعلم المناعة؛ كما أنها أستاذة فخرية للعلوم البيولوجية والبيئية بجامعة مقاطعة كولومبيا. كانت أول نائبة لرئيس شبكة التوعية الصحية الدولية ثم رئيسة مشاركة فيها، وهي إحدى الشركات التابعة للأمم المتحدة. حصلت ميلنيك على عضوية المجالس واللجان التنفيذية للمنظمات الوطنية والدولية المتعلقة بالصحة والتعليم أو كليهما معاً. كتبت ميلنيك العديد من الأبحاث والكب خلال مسيرتها العلمية.

## النشأة والتعليم
ولدت ميلنيك باسم فيجايا لاكشمي في كاليكوت بولاية كيرلا في الهند. التحقت بمدرسة للبنات تديرها راهبات فرانسيسكيات، مما ساعدها على الحصول على تعليم متوسط باللغة الإنكليزية. التحقت بعدها بكلية البنات وكلية الزراعة، وفي سنتها الأولى في كلية الزراعة حصلت على منحة السلام الدولية للدراسة في الولايات المتحدة الأمريكية، والتحقت بجامعة ويسكونسن. حصلت على درجة الماجستير والدكتوراه من هذه الجامعة واستمرت بالتدرب هناك للحصول على درجة ما بعد الدكتوراه في علم الأحياء الخلوي.

## المسيرة المهنية
عملت ميلنيك في التدريس والأبحاث، بما في ذلك في جامعة مقاطعة كولومبيا في المركز الطبي لجامعة جورج تاون، والمركز الدولي للدراسات متعددة الاختصاصات في علم المناعة، وكلية الطب بجامعة هاوارد، ومركز ليملسون للاختراعات والابتكارات، والمتحف الوطني للتاريخ الأمريكي، ومؤسسة سميثسونيان، ومعهد آينشتاين للعلوم والصحة والمحاكم.
في جامعة مقاطعة كولومبيا، تحمل ميلنيك رتبة أستاذة فخرية للعلوم البيولوجية والبيئية. شغلت أيضاً في هذه الجامعة منصب مديرة مكتب الأبحاث والبرامج الدعائية. في المركز الطبي لجامعة جورج تاون، شغلت منصب المدير المساعد في المركز الدولي للدراسات متعددة التخصصات في علم المناعة. كما أنها عضو في كلية أخلاقيات الرعاية الصحية في كلية الطب في جامعة هاوارد. تعد ميلنيك أيضاً الباحث الرئيسي في العديد من المشاريع البحثية.

## نشاطات أخرى
كانت ميلنيك النائب الأول للرئيس ومن ثم الرئيس المشارك للشبكة الدولية للتوعية الصحية، وهي إحدى الشركات التابعة للأمم المتحدة. كانت رئيسة مستشاري العلوم وعضو هيئة التدريس في معهد آينشتاين للصحة والعلوم والمحاكم. كما أنها تحمل عضوية المجالس واللجان التنفيذية للمنظمات الوطنية والدولية المتعلقة بالصحة والتعليم أو كليهما.

## الخطابات
تحدثت ميلنيك في مؤتمر عام 2014 حول ثقافة السلام، حيث عالجت مشكلة العنف ضد المرأة من خلال الإشارة إلى عدة أسباب لهذه الظاهرة، بما في ذلك الفقر والعيش في ظل نظام أبوي وعدم المساواة الاقتصادية والتمثيل الناقص في المكان السياسي. قالت ميلنيك: «إن الاعتداء على النساء يبدأ حتى قبل ولادتهن، ويستمر معهن في سن المراهقة وحتى سن البلوغ والشيخوخة. على الصعيد العالمي، فإنه لا يزال هذا الأمر أعظم عار ومأساة بالنسبة لنا».
وتعقيباً على الوضع الديموغرافي للنساء مقابل الرجال، قالت ميلنيك «نعلم من التقارير الديموغرافية أن أكثر من 4 إلى 5 ملايين امرأة ينقصن كل عام من العالم! ويعزى ذلك إلى الإجهاض الانتقائي للجنس الذي يحدث في بلدان مثل الصين والهند وأرمينيا وفيتنام وغيرها الكثير».